# Агибалово (Смоленская область)
Агибалово — деревня в Смоленской области России, в Холм-Жирковском районе. Расположена в северной части области в 11 км к югу от Холм-Жирковского, у автодороги Холм-Жирковский — Надежда (автодорога М1 «Беларусь»), на обоих берегах реки Соля.
Население — 339 жителей (2007 год). Административный центр Агибаловского сельского поселения.

## Достопримечательности
Согласно Решению № 358 от 11.06.1974 Исполнительного комитета Смоленского областного совета депутатов трудящихся «О мерах по дальнейшему улучшению охраны, содержанию и реставрации памятников истории и культуры»: в деревне находится памятное место «где в 1883 году была изобретена колосожатвенная машина».